# Gabinet w Wieży Zygmunta III Wazy na Wawelu
Gabinet w wieży Zygmunta III – jedna z komnat Zamku Królewskiego na Wawelu w Wieży Zygmunta III Wazy, wchodząca niegdyś w skład ekspozycji Reprezentacyjne Komnaty Królewskie na Wawelu. Wzniesiono ją po 1600 r. Zachowała się tu dekoracja stiukowa oraz pierwotna posadzka. Był to ulubiony pokój Zygmunta III Wazy. Ściany pokrywa kurdybany z 1. ćwierci XVIII w., pochodzą z zamku w Moritzburgu, zakupiony w okresie międzywojennym od wiedeńskiego antykwariusza Szymona Szwarca.
Na ścianach wisi 48 obrazów holenderskich i flamandzkich z XVII w.: sceny rodzajowe, martwe natury, krajobrazy, portrety. Są wśród nich m.in. szkic Achilles wśród córek Lykomendesa (przypisywany Peterowi Paulowi Rubensowi), obraz Jana Breughela II – Święto majowe, Egberta van Heemskerk mł. – Zabawa ludowa przed domem i Scena w szynku, Krzysztofa Lubienieckiego – portret mężczyzny na tle parku, Paulusa Moreelse – Portret męski, Jana Steena – Bójka, i in. Rzeźby: Wenus z amorkiem (XVII w.), Porwanie Sabinek (kopia manierystyczna dzieła Giovaniego da Bologna). Na stole zegar gdański (tzw. kaflak) z XVII w. Na ścianie jeszcze jeden obraz ze sceną wjazdu Ludwiki Marii Gonzagi do Gdańska w 1646 r.
Poniżej znajduje się Sala w Wieży Zygmunta III Wazy na Wawelu.

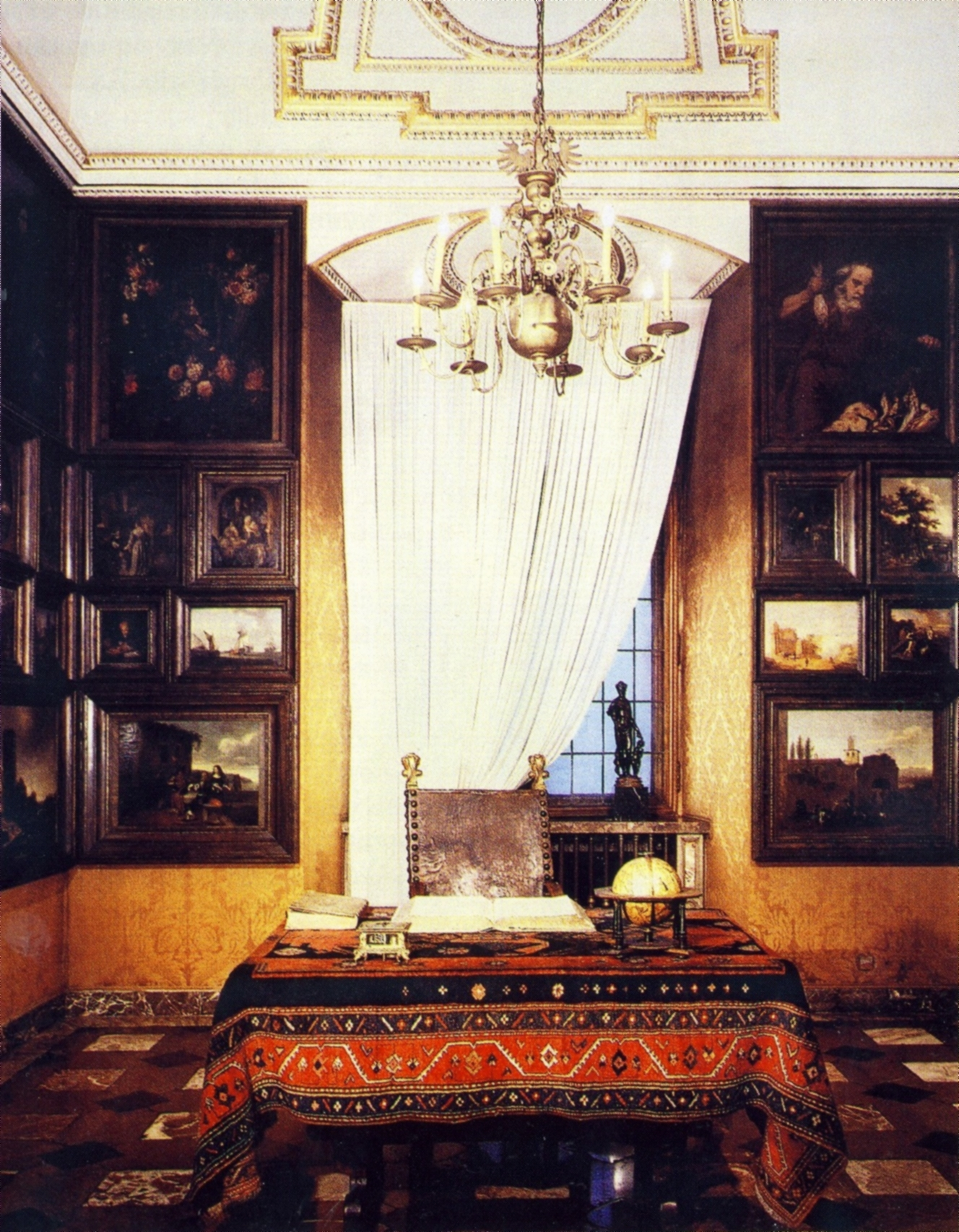
Wnętrze gabinetu holenderskiego
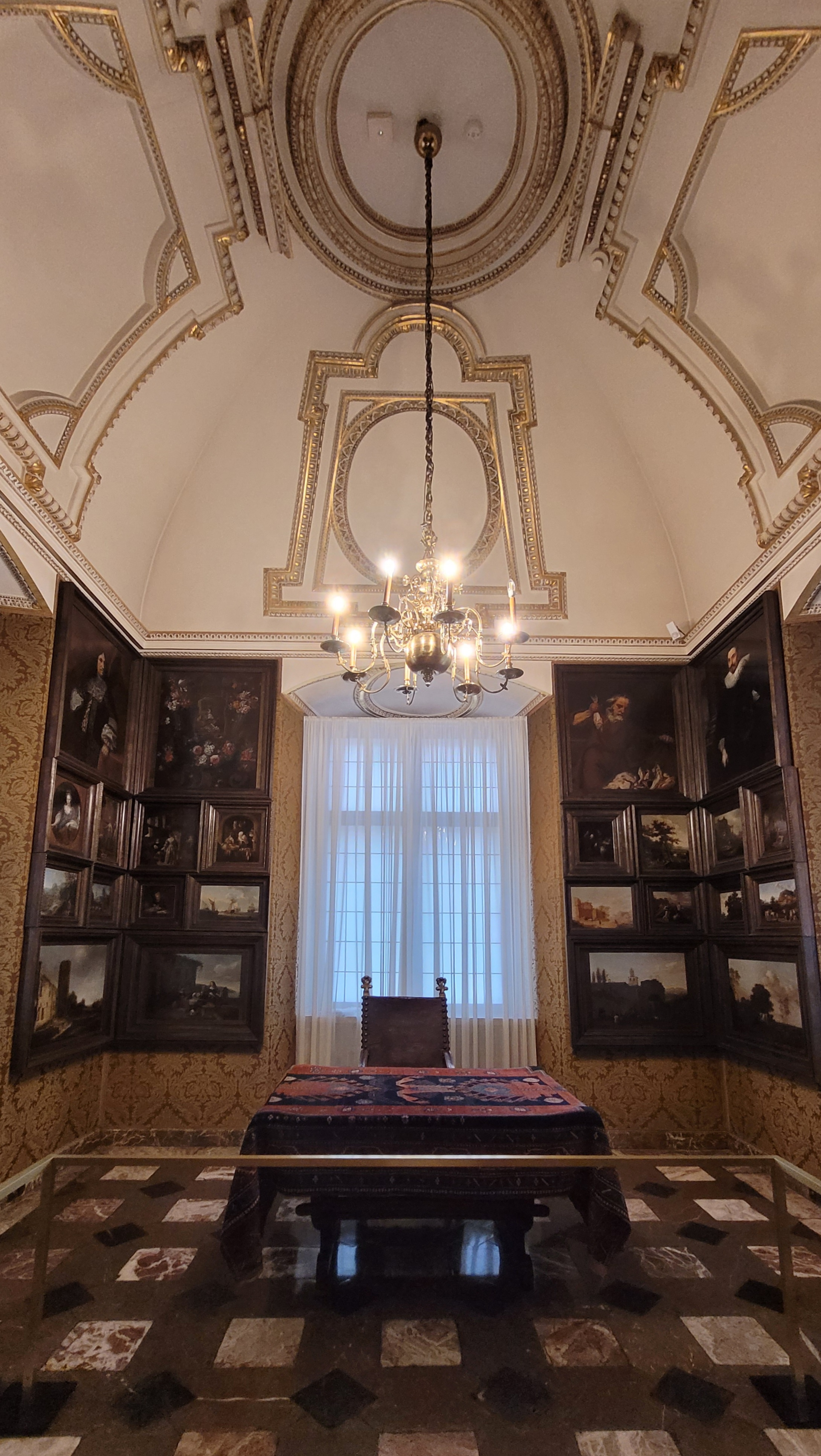
Wnętrze gabinetu holenderskiego